# 曹义孙
曹义孙（1957年—），汉族，中华人民共和国政治人物、第十一届全国政协委员。
加入中国民主同盟，担任民盟中央委员、中国政法大学法学教育研究与评估中心主任。2008年，当选第十一届全国政协委员，代表社会科学界，分入第三十三组。并担任社会和法制委员会专委。2018年1月，当选第十三届全国政协委员。